# Richard Wendler

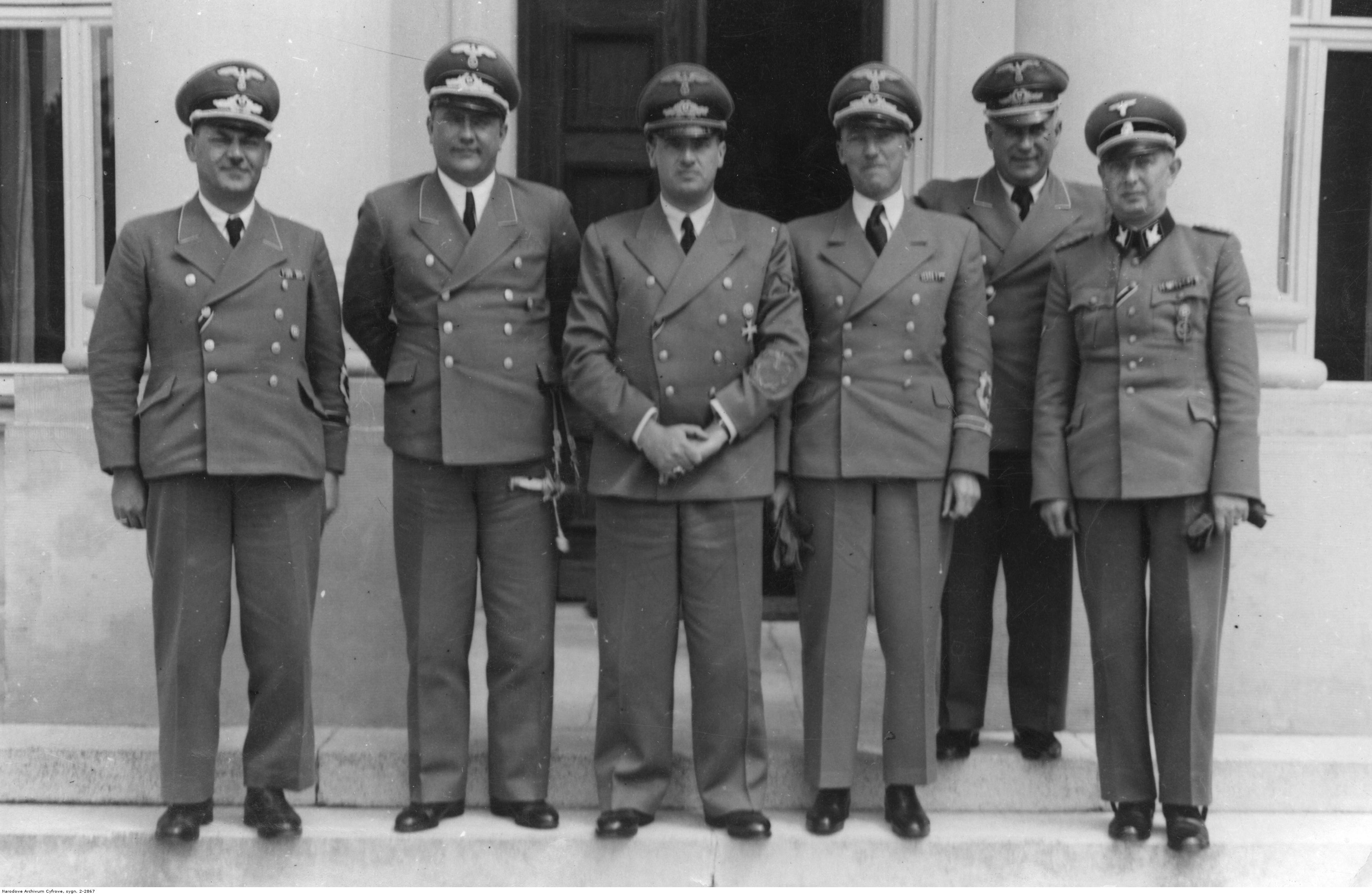
Von links nach rechts: Ernst Kundt, Ludwig Fischer, Hans Frank, Otto Wächter, Ernst Zörner, Richard Wendler

Richard Wendler (* 22. Januar 1898 in Oberndorf; † 24. August 1972 in Prien am Chiemsee) war ein deutscher Jurist, SS-Führer und nationalsozialistischer Politiker. Von 1933 bis 1941 war er Oberbürgermeister der Stadt Hof (Saale) und ab 1942 Generalleutnant der Polizei und SS-Gruppenführer.

## Leben
Wendler war der Sohn eines Grenzoberaufsehers, der an der Grenze zu Österreich eingesetzt war. Er besuchte die Volksschule in Bad Reichenhall und das humanistische Ludwigsgymnasium in München. Wendler war während des Ersten Weltkrieges von Oktober 1916 bis 1918 Soldat, zuletzt im Rang eines Unteroffiziers. Ab Frühjahr 1919 gehörte er mehreren Freikorps an und beteiligte sich 1919 am Kampf gegen die Münchner Räterepublik und 1920 an der Niederschlagung des Ruhraufstandes. Er studierte von 1919 bis 1922 Rechts- und Staatswissenschaften an der Universität München, wo er auch zum Dr. jur. promoviert wurde. Ab 1924 war er als Syndikus in Stuttgart tätig und beendete sein Studium mit dem zweiten Staatsexamen 1925. Danach arbeitete er als Rechtsanwalt in Deggendorf.
Wendler, der 1927 die NSDAP-Ortsgruppe in Deggendorf begründete, trat Anfang Juli 1928 der NSDAP (Mitgliedsnummer 93.116) und der SA bei. Anfang April 1933 wechselte er als Sturmbannführer von der SA zur SS (SS-Nr. 36.050). Durch den Reichsführer SS folgte seine Berufung in die Bayerische Politische Polizei (BPP). Im April 1934 erfolgte seiner Ernennung zum SS-Obersturmbannführer, im April 1935 zum SS-Standartenführer und 1941 zum SS-Gruppenführer. Anfang August 1941 wurde er zum Generalmajor der Polizei und SS-Brigadeführer befördert. Am 21. Juli 1943 erhielt er die Ernennung zum SS-Gruppenführer und Generalleutnant der Polizei.

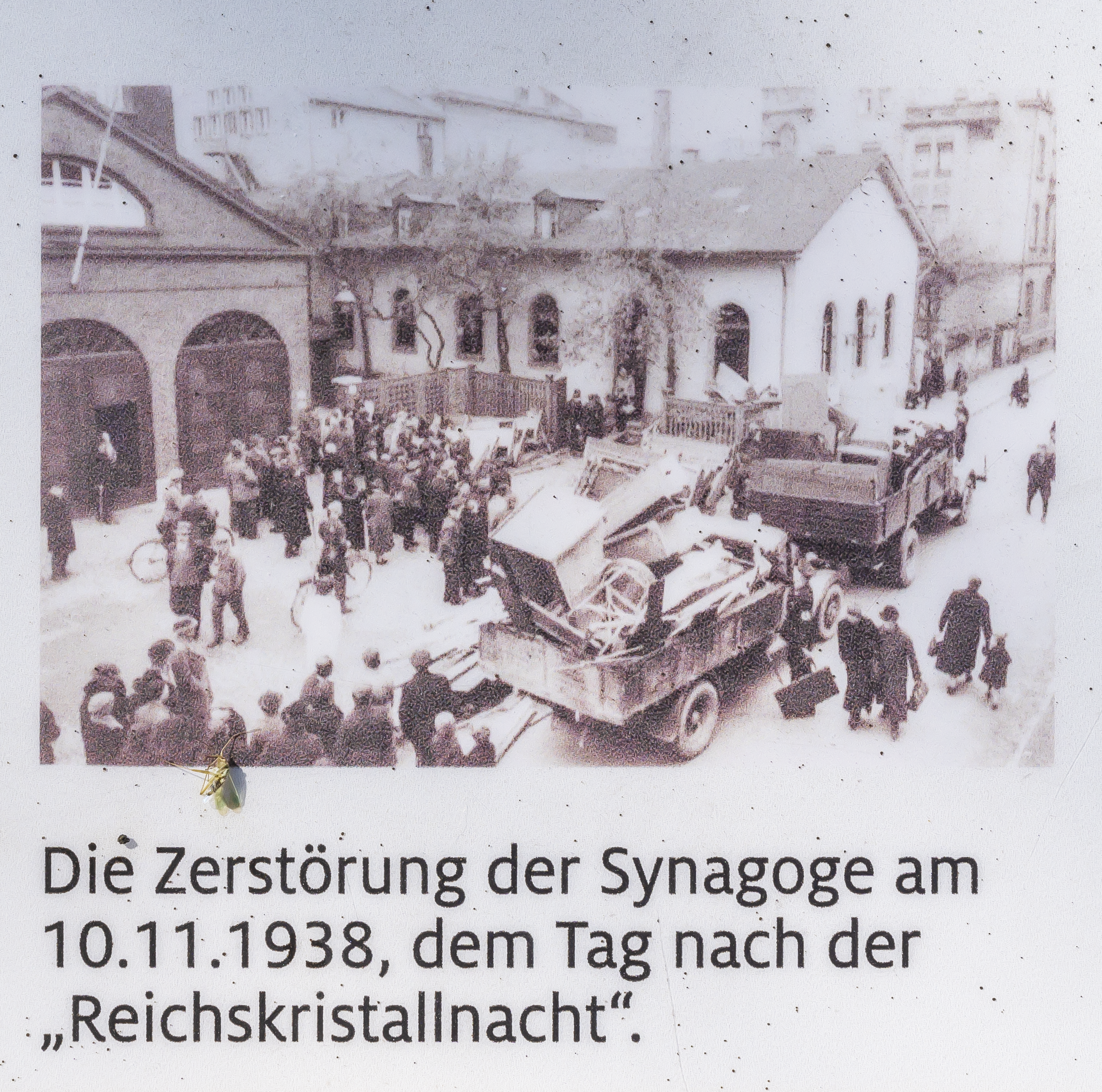
Ansicht der Synagoge nach den Novemberpogromen in der Hallstraße

Ab Oktober 1933 war er Oberbürgermeister von Hof. Wendler legte das Amt des Oberbürgermeisters 1941 nieder. In letztgenannter Funktion war er u. a. am Abriss der Synagoge in Hof während der Novemberpogrome 1938 beteiligt.
Seine Schwester Mathilde (genannt Hilde) heiratete 1926 Gebhard Himmler, den älteren Bruder des Reichsführers SS, Heinrich Himmler, den sie seit 1919 aus dem Akademischen Gesangverein München kannte. Wendler und Himmler gehörten beide dieser Studentenverbindung im SV an.
Nach dem deutschen Überfall auf Polen wurde Wendler Stadtkommissar in der polnischen Stadt Kielce und ab Anfang November 1939 Stadthauptmann in Tschenstochau. 1940 übernahm er die gleiche Funktion in Radom und befahl in dieser Funktion u. a. die Anlage des Ghettos Tschenstochau. Vom 31. Januar 1942 bis 26. Mai 1943 war er Gouverneur des Distrikts Krakau, danach bis zum 22. Juli 1944 Gouverneur des Distrikts Lublin, danach flüchtete er vor der vorrückenden Roten Armee. In dieser Zeit ließ er seinem Schwager Heinrich interne Informationen über den Generalgouverneur Hans Frank und andere Verwaltungsbeamte zukommen.
Im Mai 1945 geriet er in amerikanische Kriegsgefangenschaft und führte dort den Falschnamen Kummermehr. Aus diesem Grund wurde Wendler nicht nach Polen überstellt, sondern im September 1945 aus alliierter Internierung entlassen. Danach verdingte er sich als Bauarbeiter. Am 3. August 1948 wurde er inhaftiert und beim Spruchkammerverfahren am 22. Dezember 1948 als „Hauptschuldiger“ zu vier Jahren Arbeitslager verurteilt. Im April 1949 wurde das Urteil auf drei Jahre Haft reduziert. Wendler verneinte während des Verfahrens, etwas von dem Ziel der Deportationen der Juden gewusst zu haben. Am 12. September 1952 wurde er in die Gruppe der „Belasteten“ abgestuft. Durch Gnadenentscheid des bayerischen Ministerpräsidenten Wilhelm Hoegner wurde er am 28. Oktober 1955 als „Mitläufer“ eingestuft und konnte dadurch ab 1955 erneut seine Zulassung als Rechtsanwalt in München erhalten. Seit dem 1. Juli 1953 hatte er bei einem Rechtsanwalt für die Rechtsschutzstelle des Evangelischen Hilfswerks gearbeitet und setzte sich dort für deutsche gefangene Kriegsverbrecher in Polen ein. Im Ermittlungsverfahren der Staatsanwaltschaft Hof wurde er 1951 außer Verfolgung gesetzt, das Verfahren der StA München wurde 1966, ein weiteres Ermittlungsverfahren am 5. Oktober 1970 eingestellt.

## NS-Auszeichnungen
- Goldenes Parteiabzeichen der NSDAP
- SS-Ehrenring